# Piano Stories II
『PIANO STORIES II〜The Wind of Life〜』（ピアノストーリーズツー〜ザ・ウィンド・オブ・ライフ〜）は、久石譲の10thアルバム。1996年10月25日にポリドール・レコードから発売された。

## 構成
『Piano Stories』シリーズとしては、1988年にNECアベニューから発売された第1作『Piano Stories』から8年ぶりとなり、本作が2作目となる作品で、北野武監督の『キッズ・リターン』のメインテーマ「Kids Return」や、長野パラリンピックのテーマ音楽のセルフカバーである「Asian Dream Song」、NHK『日曜美術館』のテーマ曲「Sunday」など10曲が収録されている。

## 制作
ピアノだけではなく、ストリングスをはじめとするさまざまな楽器と共演している。ストリングスは低域のパワー感を出すために「8-6-6-6-2」という特殊な編成のために書かれた。

## 批評
| 専門評論家によるレビュー | 専門評論家によるレビュー |
| レビュー・スコア         | レビュー・スコア         |
| 出典                     | 評価                     |
| ------------------------ | ------------------------ |
| CDジャーナル             | 肯定的                   |

CDジャーナルは、「想い浮かべる情景は人それぞれだろうけれども、聴くことで頭の中に描かれていく絵の数々。ピアノと絡み合う音の厚みと奥行きが、幾重にも塗り重ねていくことで逆に透明感をも醸し出す油絵のような……自分だけの画集を手にした気分にさせてくれるアルバム。」と批評している。

## 収録曲
| 全作曲・編曲: 久石譲。 |                      |       |            |      |
| #                      | タイトル             | 作詞  | 作曲・編曲 | 時間 |
| 1.                     | 「Friends」          |       | 久石譲     | 3:51 |
| 2.                     | 「Sunday」           |       | 久石譲     | 4:32 |
| 3.                     | 「Asian Dream Song」 |       | 久石譲     | 5:29 |
| 4.                     | 「Angel Springs」    |       | 久石譲     | 3:12 |
| 5.                     | 「Kids Return」      |       | 久石譲     | 4:40 |
| 6.                     | 「Rain Garden」      |       | 久石譲     | 5:01 |
| 7.                     | 「Highlander」       |       | 久石譲     | 4:36 |
| 8.                     | 「White Night」      |       | 久石譲     | 3:56 |
| 9.                     | 「Les Aventuriers」  |       | 久石譲     | 4:34 |
| 10.                    | 「The Wind of Life」 |       | 久石譲     | 4:45 |
| 合計時間:              | 合計時間:            | 44:36 |            |      |

## 楽曲解説
1. Friends
  - トヨタ『マジェスタ』CM曲
2. Sunday
  - NHK『日曜美術館』テーマ音楽
3. Asian Dream Song
  - 『長野パラリンピック』テーマ音楽
4. Angel Springs
  - サントリー『山崎』CM曲
5. Kids Return
  - 映画『キッズ・リターン』メインテーマ
6. Rain Garden
  - 久石が好みつつもこれまであまり取り入れてこなかったというラヴェルやドビュッシーなどのフランス印象主義の響きを用いた楽曲[6]。
7. Highlander
8. White Night
  - 池田聡に提供した「長距離電話」（アルバム『Saturday 11:30 a.m.』[7]収録）のアレンジ
9. Les Aventuriers
  - 曲名はフランス映画『冒険者たち』の原題に由来。5拍子の難度の高い曲で、レコーディング時にプロのミュージシャンがほとんど弾けなかったという。コンサートツアーでも披露できる機会が少なく、久石は「ちょっと残念でした」と語っている[8][6]。
10. The Wind of Life